# Венценосный литоринх
Венценосный литоринх (лат. Lytorhynchus diadema) — вид змей семейства ужеобразных, обитающий в Северной Африке и Передней Азии.

## Внешний вид

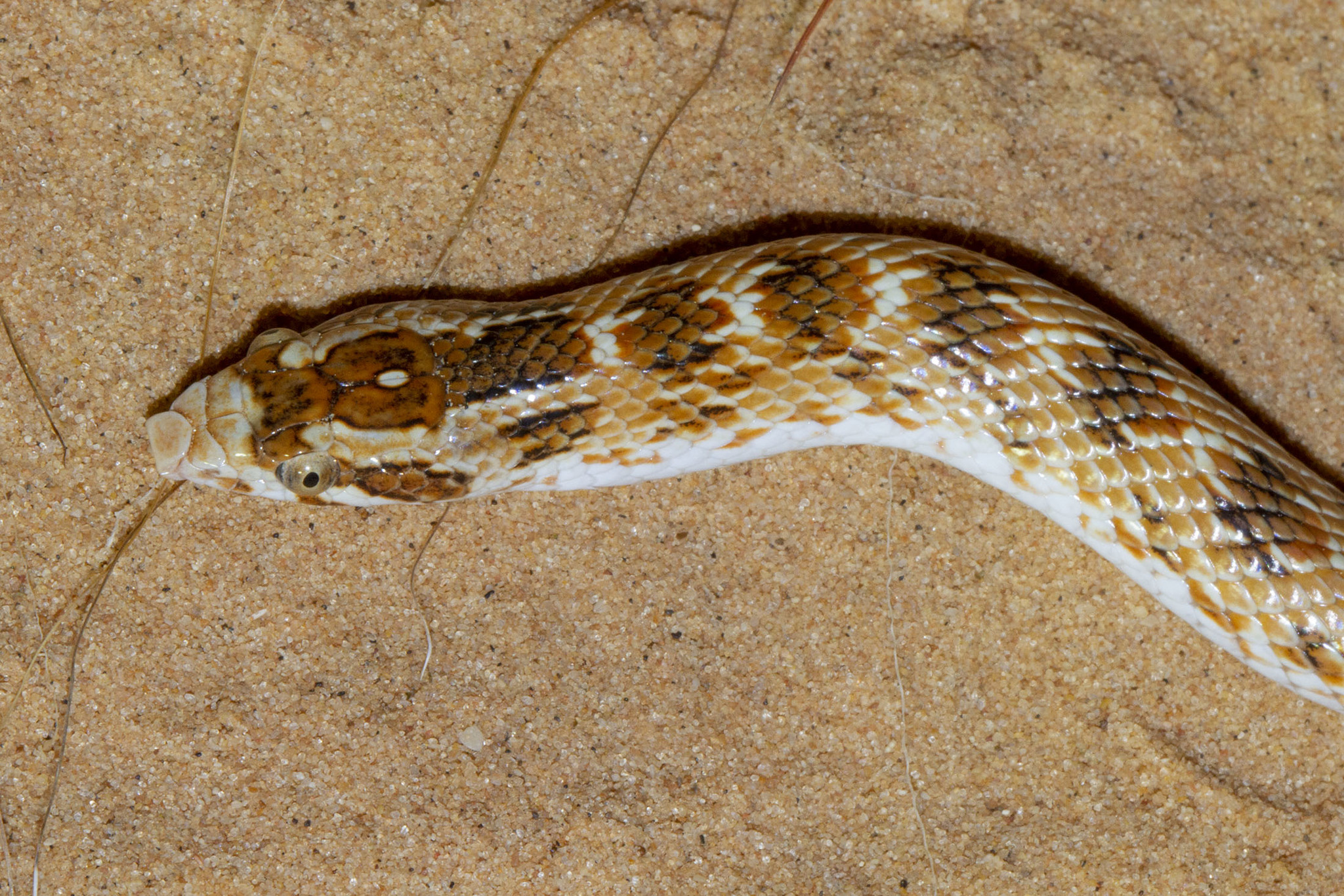
Голова венценосного литоринха

Небольшая змея общей длиной 30—35 см. В редких случаях достигает 48 см. Туловище стройное и круглое в сечении. Хвост слабо отличим от тела и занимает 17—19 % общей длины. Голова узкая, с хорошо выраженным шейным перехватом. Кончик морды вытянут. Межчелюстной щиток крупный, щитовидной формы. Глаза большие, расставлены по бокам. Радужная оболочка золотисто-коричневая. Зрачки вертикально-эллиптические.
Основной фон окраски серый, светло-коричневый или розоватый с овальными или ромбовидными тёмно-коричневыми пятнами на спине. На голове тёмно-коричневое пятно в форме замочной скважины. Чешуя на спине гладкая, глянцевая со слабым синеватым отблеском. Нижняя сторона тела белая или розоватая.

## Распространение
Широко распространён в Северной Африке от Западной Сахары, Мавритании и Марокко до Египта, в Азии в Леванте, на Аравийском полуострове, в Ираке и юго-западном Иране. Встречается на высоте до 2000 м над уровнем моря.

## Образ жизни
Обитает в песчаных пустынях, полупустынях, на песчаных берегах и глинистых и каменистых плато. Активен ночью. Днём прячется в норах грызунов и ящериц. Питается преимущественно гекконами, но может поедать и других ночных ящериц и амфибий. Добычу «пережёвывает», обездвиживая её слабо токсичным ядом. Для человека безопасен. В случае опасности уплощает тело и шею, становясь похожим на кобру. Яйцекладущий вид. Самки откладывают по 3—5 яиц.

## Таксономия
Является типовым видом рода литоринхи, хотя изначально был описан в составе рода свиноносые змеи как Heterodon diadema. Иногда Lytorhynchus gaddi считают подвидом венценосного литоринха, а литоринх Кеннеди рассматривается как его морфа.